# Weiß/Schwarz
Bei Weiß/Schwarz handelt es sich um ein japanisches Sammelkartenspiel, das von Bushiroad herausgegeben wird und auf verschiedenen Anime bzw. Visual Novels basiert. Die Karten lassen sich zunächst grob in eine weiße und eine schwarze Seite unterteilen, wobei die weiße Seite eher auf „niedliche“ Charaktere, die schwarze eher auf „coole“ Charaktere aufbaut.

## Spielkonzept
Das Spiel baut auf zwei Hauptaspekten auf, zum einen auf dem Kampf zwischen den Charakterkarten, zum anderen auf das Level.
Es gibt keine Gewinnbedingung, dafür aber zwei Niederlagenbedingungen:
- 1. Der Spieler, welcher zuerst Level 4 erreicht, verliert.
- 2. Falls ein Spieler zu irgendeiner Zeit im Spiel weder Karten im „Waiting Room“, noch im Deck hat

Ziel des Spiels ist es also meistens, den Gegner auf Level 4 zu schicken. Dies wird mit Hilfe der Kämpfe der Charakterkarten erreicht.
Das Dilemma, in dem sich jeder Weiß/Schwarz-Spieler sieht, ist folgendes: Charakter- und Eventkarten mit höheren Levels als Level 0 können nur gespielt werden, wenn das eigene Level größer oder gleich diesem Level ist, sowie sich Karten derselben Farbe im eigenen Levelslot bzw. im Clockslot befinden.
Für Climaxkarten gilt dies nur in der Hinsicht, dass sich eine Karte mit gleicher Farbe im Level- oder Clockslot befinden muss.
Ein weiterer erwähnenswerter Aspekt des Spiels ist, dass falls sich einmal keine Karten mehr im Deck befinden sollten, der „Waiting Room“ des jeweiligen Spielers gemischt wird und verdeckt als Deck platziert wird, woraufhin dieser Spieler allerdings einen Schaden nimmt, welcher auch nicht durch Climaxkarten verhindert werden kann.

## Spielfeld

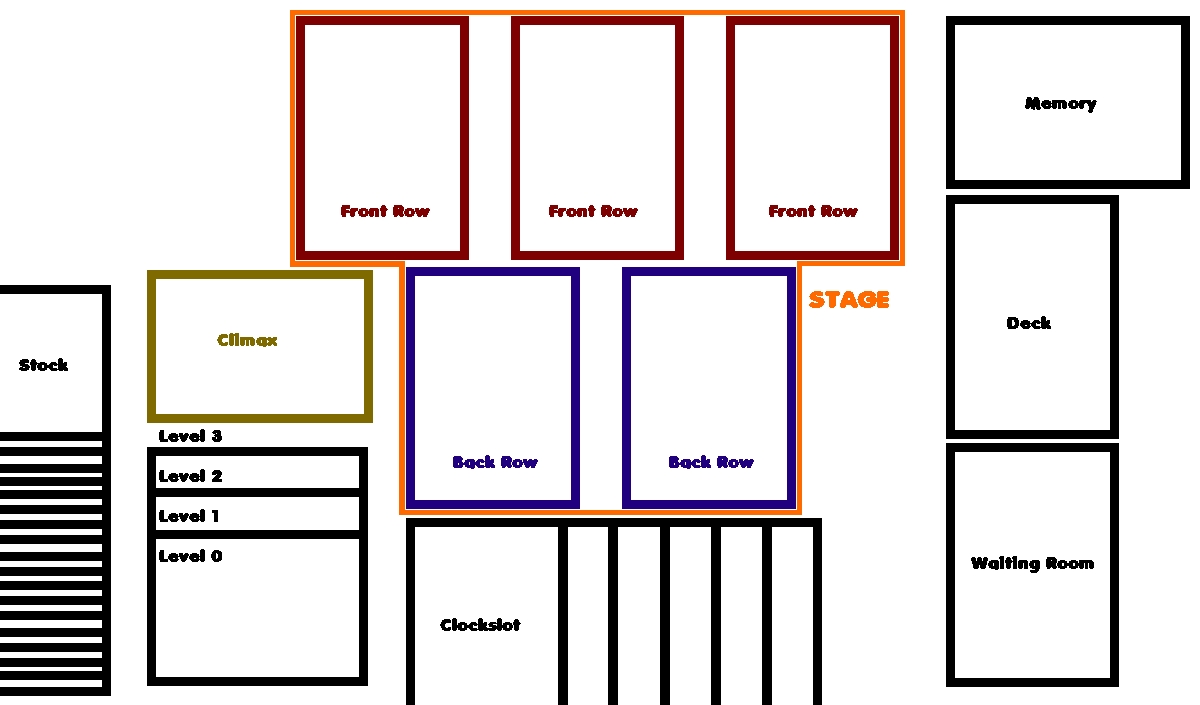
Das Spielfeld

Das Spielfeld wird in mehrere Bereiche aufgeteilt: Memory, Deck, „Waiting Room“, „Clockslot“, Stock, Climaxzone, Levelslot und Stage, welche noch einmal in drei „Front Row“ und zwei „Back Row“ Felder unterteilt wird.

## Kartentypen
Es gibt 3 verschiedene Kartentypen in Weiß/Schwarz: Charakterkarten, Eventkarten und Climaxkarten. Diese lassen sich noch einmal in vier verschiedene Farben („Gelb“, „Grün“, „Rot“ und „Blau“) unterteilen. Ein Deck muss aus genau 50 Karten bestehen und kann bis zu vier Kopien einer Karte mit demselben Namen enthalten, es dürfen aber nicht mehr als insgesamt acht Climaxkarten enthalten sein.

### Charakterkarten
Charakterkarten sind die am häufigsten gespielten Karten im Deck, da durch ihre Angriffe der Gegner Schaden erhält und somit mit der Zeit besiegt wird. Charakterkarten haben neben einer Farbe und einer Seite natürlich noch einen Namen, ein Level, Kosten, möglicherweise einen Counter- oder Clock-Icon, einen Kartentext, möglicherweise einen Effektext, „Power“, einen „Trigger“, eine bestimmte Anzahl an „Soul“, bis zu 2 „Traits“ und eine Seriennummer mit Rarität.
Charakterkarten können in einer von 3 verschiedenen Positionen liegen:
- „Stand“-Position.

Die Karte liegt aufrecht, sodass der sie kontrollierenden Spieler sie lesen kann.
- „Rest“-Position

Die Karte liegt quer, mit dem Kopfende nach rechts zeigend.
- „Reverse“-Position

Die Karte liegt im 180°-Winkel zur „Stand“-Position.

### Eventkarten
Eventkarten haben einen sofort wirkenden Effekt, der den Spieler unterstützt oder dem Gegner schadet. Auch diese Kartenart besitzt neben einer Farbe und einer Seite einen Namen, ein Level, Kosten, einen Kartentext, einen Effektext, „Power“, einen „Trigger“ und eine Seriennummer mit Rarität.

### Climaxkarten
Climaxkarten haben, wie Eventkarten, nur einen Effekt, welcher beim Ausspielen in der „Climax-Phase“ zumeist die „Power“ bzw. den „Soul“ von Charakterkarten erhöht. Der zweite und oftmals wichtigere Aspekt dieser Kartenart ist allerdings die Möglichkeit, jegliche Art von Schaden (außer Mischschaden) zu verhindern.

### Zusätzliche Effekte
Falls eine Karte einen Counter-Icon besitzt, kann man diese während der gegnerischen „Battling Phase“ von der Hand zur Unterstützung einer angegriffenen Charakterkarte verwenden.
Der Clock-Icon weist darauf hin, dass diese Karte einen Effekt hat, der aus dem „Clockslot“ aktiviert werden kann.

## Spielverlauf
Eine Partie Weiß/Schwarz läuft in mehreren abwechselnden Zügen beider Spieler ab, wobei ein Zug in mehrere Phasen unterteilt wird. Am Anfang wird durch das Spielen von Schere-Stein-Papier der startende Spieler bestimmt. Daraufhin ziehen beide Spieler fünf Karten von ihrem gemischten Deck, sehen sich diese an und können dann eine beliebige Anzahl Karten in den „Waiting Room“ legen, um dieselbe Anzahl Karten nachziehen zu dürfen. Dann beginnt das Spiel:

### „Stand Phase“
Alle Charakterkarten, die vormals in „Rest“-Position lagen, werden wieder in „Stand“-Position gedreht.

### „Draw Phase“
Der aktive Spieler zieht eine Karte von seinem Deck und nimmt sie auf die Hand. Dies geschieht immer, selbst am Anfang des Spiels im ersten Zug des Spielers, welcher beginnt.

### „Clock Phase“
Der aktive Spieler kann sich dazu entscheiden, eine Karte von der Hand in den Clockslot zu legen, um zwei Karten vom Deck ziehen zu dürfen.

### „Main Phase“
In dieser Phase kann der aktive Spieler Charakterkarten und Eventkarten spielen, Charakterkarten, welche sich auf der „Stage“ befinden untereinander bewegen, Charakterkarten von der „Stage“ in den „Waiting Room“ legen sowie Effekte von Charakterkarten benutzten, soweit dies gestattet ist.

### „Climax Phase“
Eigene Climaxkarten können in dieser Phase gespielt werden.

### „Battling Phase“
Der aktive Spieler deklariert einen Angriff seiner Wahl von einer seiner Charakterkarten, damit diese mit ihrer „Soul“ dem Gegner Schaden zufügt sowie möglicherweise eine gegenüberliegen Charakterkarte besiegt. Im ersten Zug des Spielers, welcher beginnt, kann dieser nur mit einer Charakterkarte angreifen. Des Weiteren können nur Charakterkarten, welche sich in „Stand“ Position sowie sich in der „Front Row“ befinden, angreifen. Wenn eine dieser Charakterkarten angreift, wird sie von „Stand“- in „Rest“-Position gedreht.

#### „Attack Declaration Step“
Es gibt 3 verschiedene Arten von Angriffen:
- Direct Attack

Diese Art von Angriff erfolgt immer, wenn die angreifende Charakterkarte einem leeren Slot gegenüberliegt. Die angreifende Charakterkarte bekommt dadurch ein „Soul“ mehr.
- Front Attack

Der aktive Spieler kann diese Art von Angriff auswählen, falls der angreifenden Charakterkarte eine Charakterkarte des Gegners gegenüberliegt.
- Side Attack

Der aktive Spieler kann diese Art von Angriff auswählen, falls der angreifenden Charakterkarte eine Charakterkarte des Gegners gegenüberliegt. Dadurch wird kein Kampf zwischen den beiden Karten ausgelöst, stattdessen wird der „Soul“ der angreifenden Charakterkarte um das Level der gegenüberliegenden Charakterkarte reduziert.

#### „Trigger Step“
Nachdem ein Angriff ausgeführt wurde, deckt der aktive Spieler die oberste Karte seines Decks auf, und führt den möglichen Effekt des „Triggers“ aus. Danach legt er sie verdeckt in seinen Stockslot.
Es gibt 7 verschiedene Arten von Triggern:
- „None“ „None“-Icon

Diese Karte hat keinen Trigger, nichts wird ausgelöst.
- „Soul“ „Soul“-Icon

Dieser Trigger gibt der angreifenden Charakterkarte +1 „Soul“
- „Wirbel“ „Wirbel“-Icon

Dieser Trigger erlaubt es dem aktiven Spieler, eine gegnerische Charakterkarte auf die Hand des Gegners zu schicken.
- „Gold“ „Gold“-Icon

Die Karte, welche diesen Trigger hat, wird in die Hand des aktiven Spielers gegeben sowie die oberste Karte des Decks des aktiven Spielers in seinen Stock gelegt.
- „Beutel“ „Door“-Icon

Wenn dieser Trigger aktiviert wird, wird die oberste Karte des Decks des aktiven Spielers verdeckt in seinen Stock gelegt. Die Karte, die diesen Trigger hat, wird danach ebenfalls in den Stock gelegt.
- „Door“ „Door“-Icon

Dieser Trigger erlaubt es dem aktiven Spieler, eine eigene Charakterkarte aus dem „Waiting Room“ auf die Hand zu nehmen.
- „Book“ „Burst“-Icon

Dieser Trigger zwingt den aktiven Spieler, eine Karte von seinem Deck zu ziehen.
- „Burst“ „Burst“-Icon

Dieser Trigger gibt dem Gegner, falls der Angriff der Charakterkarte, welche diesen ausgelöst hat, durch eine Climaxkarte verhindert wird, einen Schaden hinterher.

#### „Counter Step“
Wenn der aktive Spieler eine „Front Attack“ ausgeführt hat, so kann der Gegner nun eine Karte mit Counter-Icon spielen, deren Effekt dann ausgeführt wird. Meistens wird der angegriffenen Charakterkarte dadurch ein Bonus an „Power“ gegeben.

#### „Damage Step“
Der Gegner bekommt nun Schaden gleich dem Soul, die die angreifende Charakterkarte hat. Dies bedeutet, dass die obersten X Karten seines Decks offen in seinen Clockslot gelagert werden. Falls dabei eine Climaxkarte aufgedeckt wird, wird allerdings der gesamte Schaden verhindert und die aufgedeckten Karten werden in den „Waiting Room“ gelegt.

#### „Character Battling Step“
Dieser Schritt wird durchgeführt, falls eine „Front Attack“ ausgeführt wurde. Die „Power“ der beiden gegenüberliegenden Charakterkarten wird nun verglichen und diejenige mit weniger „Power“ wird in die „Reverse“-Position gedreht.

### „Encore Phase“
Wenn alle Angriffe eines Spielers durchgeführt wurden, treten beide Spieler in diese Phase ein. Alle Charakterkarten in „Reverse“-Position werden nun in den „Waiting Room“ gelegt. Allerdings können beide Spieler die „Encore“-Kosten ihrer Charakterkarten bezahlen. Selbst wenn eine Charakterkarte diesen Effekt im spezifischen nicht hat, so kann der Spieler dennoch die Kosten von 3 bezahlen, da jede Charakterkarte einen „Auto Encore“ hat.
Charakterkarten, die „Encore“ eingesetzt haben, werden daraufhin in die „Rest“-Position gedreht.

### „End Phase“
Der aktive Spieler beendet seinen Zug und gibt diesen an den Gegner ab. Falls dabei einer der Spieler 8 oder mehr Karten auf der Hand hat, muss er solange Karten abwerfen, bis er nur noch 7 besitzt.

## Videospiel
Am 23. November 2011 erschien in Japan eine Videospielumsetzung des Weiß/Schwarz Sammelkartenspiels für die Playstation Portable namens „Weiß Schwarz Portable“, wobei 2 Versionen des Spieles herausgegeben wurden („Version Weiß“, „Version Schwarz“). Unter anderem sind die Sets Angel Beats!, Index, Idolm@ster und Fate/stay night enthalten.

## Anime
Es gibt zwei Animeumsetzungen: Weiß Survive und den Nachfolger Weiß Survive R.

## Englische  Version
Die erste englischsprachige Vermarktung des Spieles begann bereits 2008, kurz nach Erscheinen des Spieles mit der Herausgabe einer englischen Version des „Trial Decks“ zu Disgaea. Dies wurde jedoch lange Zeit nicht weiter von Bushiroad verfolgt.
Seit dem 30. Juni 2012 wird die englische Version des Spiels verstärkt vermarktet. Am genannten Datum wurden zwei „Trial Decks“ veröffentlicht, eines der Serie Mahou Shoujo Madoka Magica, eines Fate/Zero angehörig. 2013 werden neben der englischen Version des Hauptsets von Mahou Shoujo Madoka Magica und Fate/Zero auch das „Trial Deck“ sowie Hauptset von Sword Art Online herausgegeben.

## Vorhandene Sets

### Hauptsets

#### Weiß
- D.C. D.C.II
- リトルバスターズ!/ Little Busters!
- ゼロの使い魔/ Zero no Tsukaima
- なのはStrikerS/ Mahou Shoujo Lyrical Nanoha StrikerS
- らき☆すた/ Lucky Star
- リトルバスターズ! エクスタシー/ Little Busters! Ecstasy
- Phantom -requiem for the phantom-
- 涼宮ハルヒの憂鬱/ Suzumiya Haruhi no Yuuutsu
- D.C. D.C.II プラスコミュニケーション/ D.C. D.C. II Plus Communication
- 禁書目録/ To Aru Majutsu no Index＆超電磁砲/ To Aru Kagaku no Railgun
- 魔法少女リリカルなのはA's/ Mahou Shoujo Lyrical Nanoha A's
- Angel Beats! ＆ クドわふたー/ Kud Wafter
- 禁書目録II/ To Aru Majutsu no Index II＆超電磁砲/ To Aru Kagaku no Railgun
- 灼眼のシャナ/ Shakugan no Shana
- Rewrite
- 魔法少女まどか☆マギカ/ Mahou Shoujo Madoka Magica
- D.C.III～ダ・カーポIII～/ D.C. III ~Da Capo III~
- 戦姫絶唱シンフォギア/ Senki Zesshō Symphogear
- Rewrite Harvest festa!
- ロボティクス・ノーツ/ Robotics;Notes
- D.C.～ダ・カーポ～ 10thアニバーサリーミックス/ D.C. ~Da Capo~ 10th Anniversary Mix
- 魔法少女リリカルなのは The MOVIE 2nd A's/Mahou Shoujo Lyrical Nanoha The MOVIE 2nd A's

#### Schwarz
- ペルソナ3/ Persona 3
- 魔界戦記ディスガイア/ Makai Senki Disgaea
- Fate/stay night
- シャイニング・フォース イクサ/ Shining Force Extra
- THE KING OF FIGHTERS
- 戦国BASARA/ Sengoku Basara
- THE IDOLM@STER
- ペルソナ4/ Persona 4
- FAIRY TAIL
- MELTY BLOOD
- ヱヴァンゲリヲン新劇場版/ Rebuild of Evangelion
- 探偵オペラ　ミルキィホームズ/ Tantei Opera Milky Holmes
- 化物語/ Bakemonogatari
- 劇場版マクロスＦ/ Macross Frontier
- アイドルマスター２/ Idolm@ster 2
- ギルティクラウン/ Guilty Crown
- アニメ「アイドルマスター」/ Anime „Idolm@ster“
- Fate/Zero
- アクセル・ワールド/ Accel World
- 探偵オペラ ミルキィホームズ２/ Tantei Opera Milky Holmes 2
- ソードアート・オンライン/ Sword Art Online
- 初音ミク -Project DIVA- f/ Hatsune Miku -Project Diva- f

### Extra Pack/ Extra Booster

#### Weiß
- D.C. D.C.II
- リトルバスターズ!EX/Little Busters! EX
- D.C.II P.C.
- CLANNAD Vol.01
- CLANNAD Vol.02
- 宇宙をかける少女/ The Girl Who Leapt Through Space／舞-HiME/ My-HiME＆舞-乙HiME/ My-Otome Vol.01
- 宇宙をかける少女/ The Girl Who Leapt Through Space／舞-HiME/ My-HiME＆舞-乙HiME/ My-Otome Vol.02
- 魔法少女リリカルなのは The MOVIE 1st/ Mahou Shoujo Lyrical Nanoha The MOVIE 1st
- CLANNAD Vol.03
- D.C. D.C.II プラスコミュニケーション
- 涼宮ハルヒの憂鬱/ Suzumiya Haruhi no Yuuutsu
- Angel Beats!
- 日常/ Nichijou
- DOG DAYS
- 【エクストラトライアル】DOG DAYS/ 【Extra Trial】DOG DAYS
- ゼロの使い魔Ｆ/ Zero no Tsukaima F
- Angel Beats! vol.02
- 灼眼のシャナIII-FINAL-/ Shakugan no Shana III -FINAL-

#### Schwarz
- ペルソナ4/ Persona 4
- CANAAN
- Fate/hollow ataraxia
- THE IDOLM@STER Dearly Stars
- ＴＶアニメ 戦国BASARA弐/ TV Anime Sengoku Basara Nii
- ブラック★ロックシューター/ Black★Rock Shooter
- 刀語/ Katanagatari
- 【エクストラトライアル】刀語/ 【Extra Trial】Katanagatari
- 魔界戦記ディスガイア4/ Makai Senki Disgaea 4
- ミルキィホームズ 怪盗帝国の逆襲/ Milky Holmes - The Phantom Thieves Strike Back
- FAIRY TAIL
- ミルキィホームズ Genius4の反撃/ Milky Holmes - Counterattack of the Genius 4
- Fate/Zero
- TVアニメ「ペルソナ４」/ TV Anime 「Persona 4」
- Ｐ４Ｕ/ Persona 4 Arena

### Angekündigte Sets
- TVアニメ「デビルサバイバー2/ TV Anime「Devil Survivor 2」
- PS3(R)ソフト「ディスガイアD2」/ PS3(R) Software 「Disgaea D2」
- アニメ「D.C.III ～ダ・カーポIII～」/ Anime「D.C.III ～Da CapoIII～
- TVアニメーション「DOG DAYS´」/ TV Animation「DOG DAYS´」
- 翠星のガルガンティア/ Suisei no Gargantia
- ラブライブ！/ Love Live!
- ビビッドレッド・オペレーション/ Vividred Operation
- Sword Art Online (englische Version)
- Puella Magi Madoka Magica (englische Version)
- アニメ「リトルバスターズ！」/ Anime「Little Busters!」
- サイコパス/ PSYCHO-PASS